# Araz Zərgar
Araz Zərgar è un comune dell'Azerbaigian situato nel distretto di Füzuli. Conta una popolazione di 3 261 abitanti.